# چهکند (سربیشه)
چهکند یک روستا در ایران است که در دهستان نهارجان شهرستان سربیشه واقع شده‌است. چهکند ۵۵ نفر جمعیت دارد.